# 陳啟明 (1859年)
陳啟明，JP（1859年—1919年12月11日），字寅賓，曾任東華三院主席，乃香港望族之一陳啟明家族的奠基者。

## 生平
為第一代香港歐亞混血兒，父親為美國商人George Tyson。曾入讀拔萃男書院和中央書院。陳啟明為紀錄中第一位拔萃男書院入學的學生，於1870年入學。陳啟明與同為香港歐亞混血兒的張德輝、冼德芬、施炳光為好友，後結拜為異姓兄弟。

## 事業

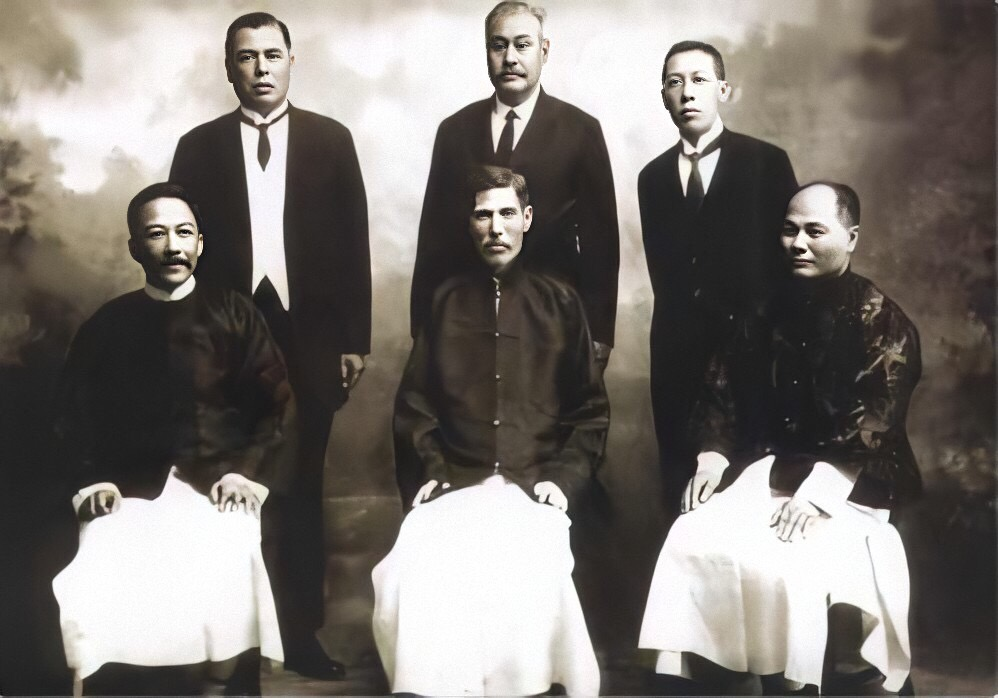
前排左起︰劉鑄伯、何東、何甘棠，後排左起︰何福、陳啟明、羅長肇。

陳啟明是香港開埠初期富商，早年曾任職司法部門，後從事鴉片貿易，與何東份屬好友。1914年，與劉鑄伯、何東、何福、何甘棠及羅長肇創辦大有銀行。這是繼廣東銀行之後，香港華人集資成立的第二家銀行。陳啟明亦熱心公益，於1910年擔任東華三院主席，及成立華人永遠墳場管理委員會。